# Paykan

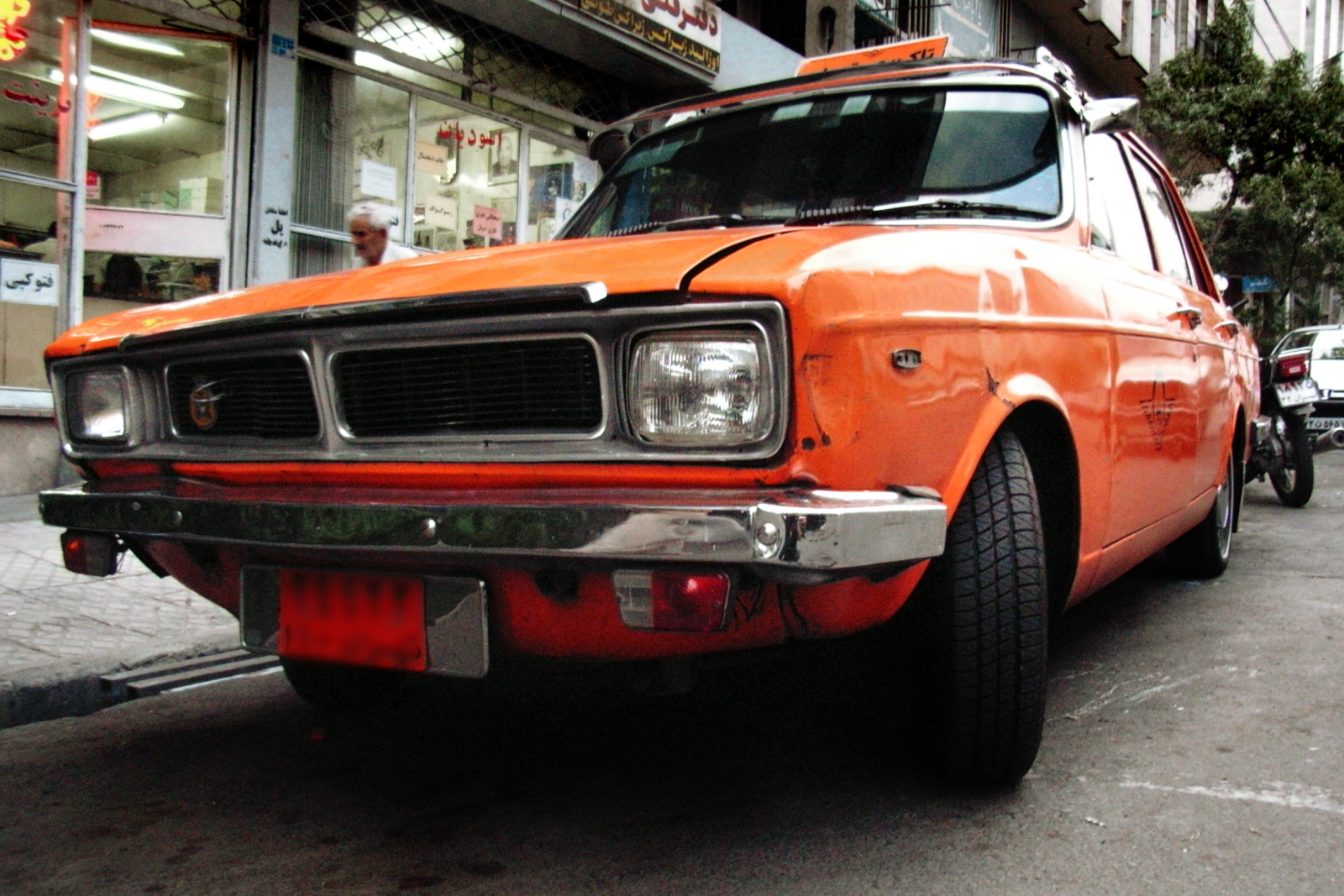
Paykan Deluxe taxi.

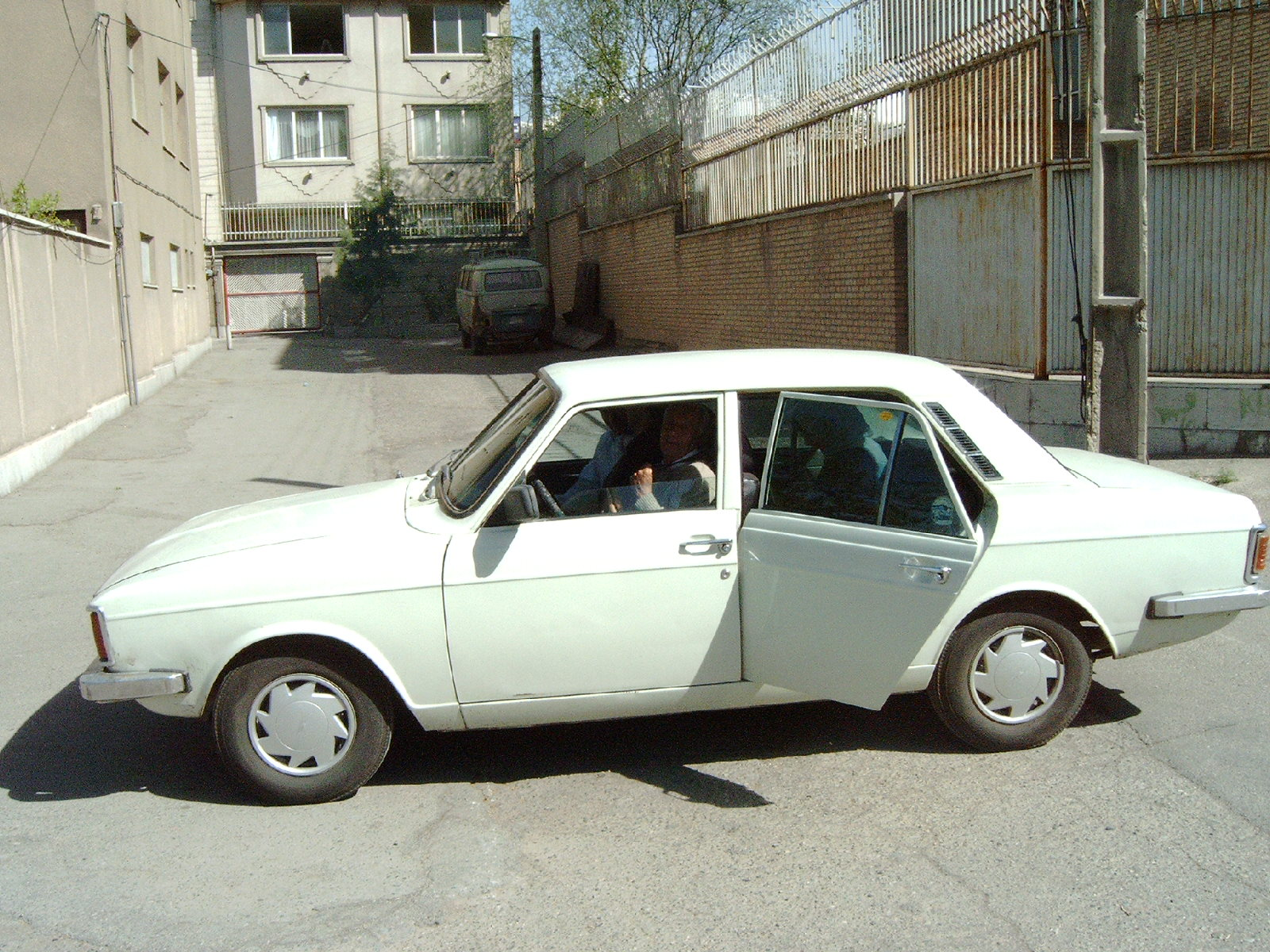
Paykan.

De Paykan was een automodel van de Iraanse
voertuigenbouwer Iran Khodro. Het woord Paykan is Perzisch voor pijl. De auto werd van 1967 tot 2005 gebouwd en was bijzonder populair in Iran. De auto kostte omgerekend ongeveer €5000 en een levensduur van 20 jaar was niet uitzonderlijk.

## Geschiedenis

### Het begin
Na mislukte pogingen om FIATs te bouwen in Iran richtten de broers Ali Akbar en Mahmoud Khayami in 1962 het bedrijf Iran National Factories op. Ze verkregen een licentie om de Britse Hillman Hunter te produceren. Tegen 1966 mocht het bedrijf hiervan meerdere viercilindermodellen bouwen. In 1967 was de assemblagelijn klaar en ving de productie aan met initieel 6000 eenheden per jaar. De auto's werden door Hillman gemaakt en als Complete Knocked Down-kits naar Iran gestuurd, alwaar ze geassembleerd werden. Eerst waren er twee versies: de standaard Paykan en de Paykan Deluxe. Later dat jaar werden een pick-up-versie en een taxi-versie toegevoegd aan het gamma. Er kwam ook een commerciële versie en in 1970 een automaat. Begin jaren 1970 weren er al zes versies.

### Peugeot
Eind jaren 1960 werd de Rootes Group, waarvan Hillman deel uitmaakte, overgenomen door Chrysler. Eind jaren 1970 werd de groep doorverkocht aan het Franse Peugeot. Eigenlijk wilde men toen een opvolger voor de Paykan beginnen te ontwikkelen, maar de Iraanse Revolutie van 1979 verhinderde dat. Het benodigde buitenlandse kapitaal was na de revolutie onbereikbaar. Daarom besloot Iran Khodro, zoals het bedrijf nu heette, de verouderende Paykan in productie te houden. In 1985 kwam men tot een overeenkomst met Peugeot waarbij die laatste gedurende zes jaar jaarlijks 60.000 motoren en wielophangingssystemen zou leveren voor de Paykan. Die onderdelen werden voor de revolutie immers ingevoerd en konden niet langer geleverd worden.

### De New Paykan
Vanaf 1991 probeerde Iran Khodro haar eigen onderdelen te produceren. In 1993 bracht het bedrijf deze activiteit onder in de SAPCO-divisie. Niet lang daarna produceerde men 98% van de componenten voor de Paykan 1600 zelf. De machines hiervoor waren aangekocht van Talbot. In 1994 richtte Iran Khodro ook haar eigen onderzoeksafdeling op. Die werd verantwoordelijk voor de stijl en de techniek van de producten. De ontwikkeling van de New Paykan kwam nu op de planning.

### Het einde
In 1990 was Iran Khodro de Peugeot 405 beginnen te bouwen en later volgden nog andere modellen van Peugeot waaronder de Peugeot 206 in 2001. Na 2,3 miljoen exemplaren werd op 15 mei 2005 de laatste Paykan geproduceerd. De New Paykan leidde intussen tot de nieuwe Samand, en die volgde de Paykan op. Kort daarop werd de volledige assemblagelijn van de Paykan verkocht aan Kenia. Na het productie-einde zal Iran Khodro nog 10 jaar lang reserveonderdelen ter beschikking stellen. Verwacht wordt dat de Paykan, die momenteel (2007) nog een derde van het Iraanse wagenpark uitmaakt, binnen die tijd uit het Iraanse straatbeeld zal verdwijnen.